# The Market of Vain Desire
The Market of Vain Desire è un film muto del 1916 diretto da Reginald Barker su un soggetto di C. Gardner Sullivan.

## Trama
Mrs. Badgley, una signora della buona società, è riuscita a combinare per la figlia Elena un grande matrimonio con il conte de Montaigne. Volendo far più pubblicità possibile alla cosa, implora il pastore di annunciare il matrimonio dal pulpito durante la predica domenicale. John Armstrong, il pastore, non solo si rifiuta ma durante il sermone parla invece di Belle, una prostituta, dichiarando che la donna non è peggio di Elena, che si sposa non per amore ma per lo stato sociale. Alla fine della funzione, un irato signor Badgely induce il conte ad aggredire il religioso. Sentendo che il pastore è rimasto ferito, Helen si precipita da lui: i due hanno un colpo di fulmine, innamorandosi subito uno dell'altra.

## Produzione
Il film fu prodotto dalla Kay-Bee Pictures e dalla New York Motion Picture.

## Distribuzione
Distribuito dalla Triangle Distributing, il film uscì nelle sale cinematografiche statunitensi il 28 marzo 1916. Copia della pellicola viene conservata negli archivi della Library of Congress e in una collezione privata.